# Jeleń białowargi
Jeleń białowargi, jeleniec białowargi (Cervus albirostris) – gatunek ssaka parzystokopytnego z rodziny jeleniowatych, jeden z największych przedstawicieli rodziny. W języku tybetańskim nazywany Shawa chukar.

## Występowanie i biotop
Obecny zasięg występowania gatunku obejmuje wschodnią część Wyżyny Tybetańskiej na wysokościach 3000–5000 m n.p.m. Jest gatunkiem endemicznym. Dawny zasięg występowania tego gatunku sięgał wschodniego Tybetu. Obecnie jest spotykany od okolic Lhasa po zachodni Syczuan i na północ do Qinghai i Gansu.
Jego środowiskiem są zarośla, różnorodne lasy i łąki poniżej i powyżej granicy lasu. Spotykany jest najczęściej na otwartych przestrzeniach, wysokich wzgórzach i zboczach górskich.

## Systematyka
Gatunek został opisany w 1883 przez Nikołaja Przewalskiego pod nazwą Cervus albirostris i – niezależnie – pod nazwą Cervus thoroldi przez G. Thorolda w 1891. W 1930 roku takson ten został przeniesiony do monotypowego rodzaju Przewalskium, jednak na podstawie analiz morfologicznych, behawioralnych i genetycznych przeprowadzonych w 2011 roku umieszczony został ponownie w rodzaju Cervus.

## Charakterystyka ogólna

### Podstawowe dane
| Długość ciała | Wysokość w kłębie | Długość ogona | Masa ciała | Dojrzałość płciowa | Okres godowy        | Długość ciąży  | Liczba młodych w miocie | Długość życia |
| ------------- | ----------------- | ------------- | ---------- | ------------------ | ------------------- | -------------- | ----------------------- | ------------- |
| 190–200 cm    | 120–130 cm        | 10–12 cm      | 130–140 kg | 15 miesięcy        | wrzesień – listopad | ok. 8 miesięcy | 1–2                     | do 19 lat     |

### Wygląd
Ciało jelenia białowargiego jest krępe, z długimi, smukłymi nogami i krótką głową. Uszy wąskie i długie. Ubarwienie grzbietu latem brunatne, zimą szarobrązowe, przód i spodnia część pyska białe (stąd nazwa białowargi), wewnętrzna część nóg i spód ciała są jaśniejsze. Włos gęsty i szorstki, zimą dwukrotnie dłuższy.
Samce mają w tylnej części grzbietu grzywę utworzoną z włosów ułożonych w przeciwnym do pozostałych włosów kierunku.
Poroże jelenia białowargiego – z 5-6 rozgałęzieniami, o długości do 130 cm – przyjmuje zwykle kolor biały, rzadziej jasnobrązowy. Poroże osiąga masę do 7 kg.
Wyjątkowo – jak na jeleniowate – szerokie racice wraz z długimi i mocnymi raciczkami są przystosowaniem do poruszania się w terenie górskim. Samice mają kępkę włosów pomiędzy uszami.

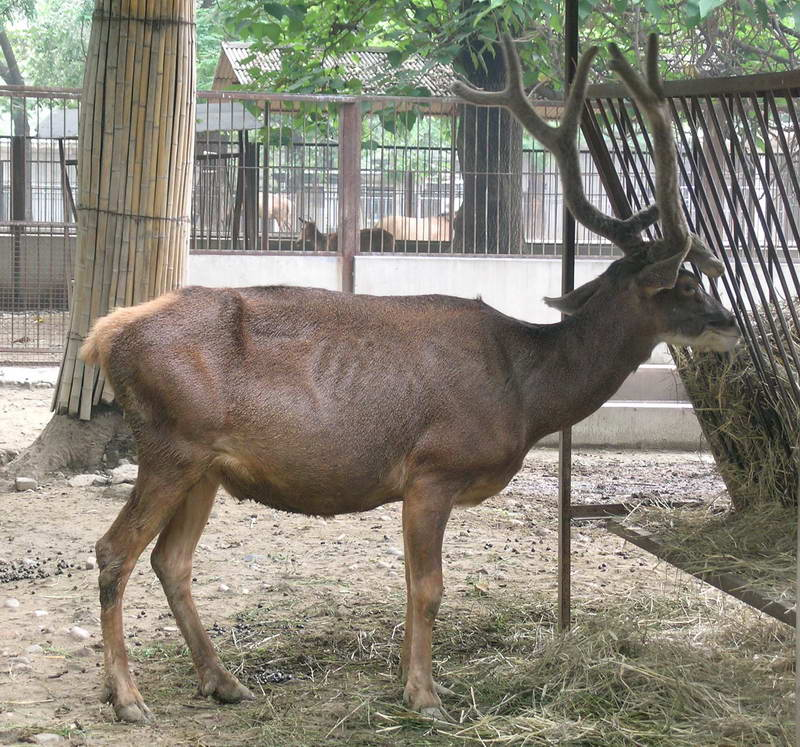
Samiec

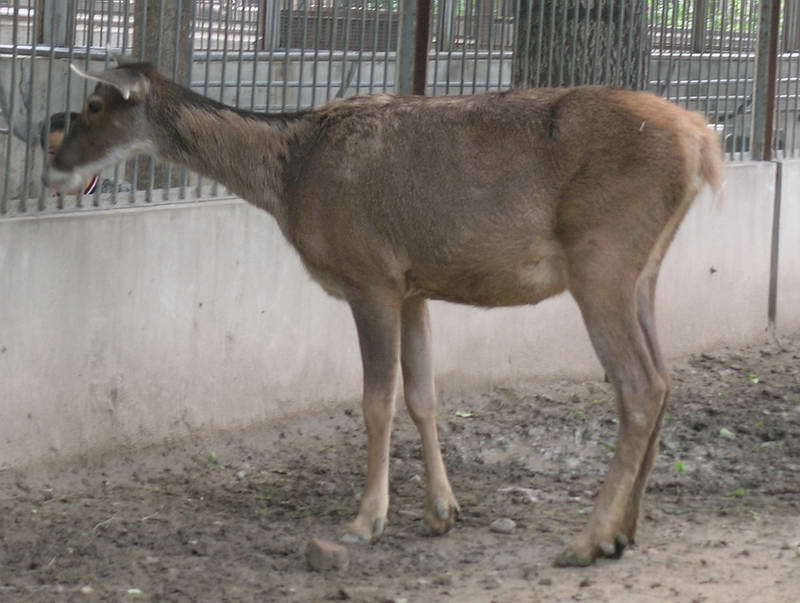
Samica

### Tryb życia
Jelenie białowargie są aktywne głównie w ciągu dnia, szczególnie wczesnym rankiem i późnym popołudniem. Starsze samce często wędrują samotnie. Poza okresem godowym pozostałe osobniki tworzą stada do 30 sztuk. Samce (z wyjątkiem samotników) tworzą osobne stado i samice z młodymi osobne. Takie stada w czasie rui łączą się w większe grupy 50-300 osobników. Samce toczą walki pomiędzy sobą, znacznie tracąc w tym czasie na wadze.
Jelenie białowargie potrafią pływać. Są bardzo nieufne i ostrożne, co znacznie utrudnia ich obserwację. Pomimo sporych rozmiarów są bardzo zwinne, łatwo wspinają się i biegają po skałach. Są zwierzętami wyłącznie roślinożernymi. Podejmują okresowe wędrówki w poszukiwaniu pokarmu. Zjadają głównie trawy. Żyją przeciętnie 16-18 lat, maksymalnie 19 lat.

### Rozród
Dojrzałość płciową uzyskują po osiągnięciu 15 miesięcy życia, ale do rozrodu przystępują znacznie później – samice ok. 3. roku życia, a samce w 5. roku.
Ciąża u samic jelenia białowargiego trwa około 8 miesięcy. Młode – zwykle jedno w miocie – rodzą się w maju-czerwcu, czasami później. Po kilku dniach wędrują za matką formując stada samic z młodymi. Pozostają z matką przez co najmniej 10 miesięcy. Po tym okresie młode samce dołączają do stada odpowiedniego dla swojej płci, a młode samice pozostają w dotychczasowym stadzie.

## Zagrożenia i ochrona
Jelenie białowargie szybko i zwinnie biegają. Potrafią również bronić się przed drapieżnikami mocnymi kopnięciami. Samice odciągają napastnika od miejsca ukrycia młodych uciekając w przeciwnym kierunku. Pomimo tych umiejętności obronnych stanowią pokarm większych drapieżników – irbisa, rysia i wilka szarego. Są poławiane przez ludzi dla mięsa i nietypowego poroża, które wraz z innymi częściami ciała jeleni białowargich jest wykorzystywane w chińskiej medycynie ludowej. Obecna dzika populacja – pomimo dość szerokiego zasięgu – uległa silnej fragmentacji. Jej liczebność szacowana jest na 50-100 tys. osobników (według danych z 1998).
W Chinach są hodowane na farmach (gdzie adaptowały się do różnych środowisk), a w wielu krajach w ogrodach zoologicznych.
Stany Zjednoczone rozważają utworzenie specjalnych obszarów ochronnych, w których odtworzona zostałaby megafauna Ameryki Północnej. Jelenie białowargie proponowane są do wprowadzenia w miejsce wymarłych Navahoceros fricki – plejstoceńskich górskich jeleniowatych.
Gatunek nie jest objęty konwencją waszyngtońską CITES.
W Czerwonej księdze gatunków zagrożonych Międzynarodowej Unii Ochrony Przyrody i Jej Zasobów został zaliczony do kategorii VU (vulnerable – narażony na wyginięcie).
Za główne przyczyny zagrożenia uważa się polowania, konkurencję gatunków inwazyjnych oraz ograniczanie i fragmentację siedlisk.